# Ollie Johnson (1949)
Ollie Johnson (Filadelfia, 11 maggio 1949) è un ex cestista statunitense, professionista nella NBA, in Australia e in Belgio.

## Carriera
Venne selezionato dai Portland Trail Blazers al secondo giro del Draft NBA 1972 (30ª scelta assoluta).